# Eparchia aleksandryjska
Eparchia aleksandryjska (w użyciu również nazwa Eparchia aleksandryjska i świetłowodzka) – jedna z eparchii Ukraińskiego Kościoła Prawosławnego Patriarchatu Moskiewskiego, z siedzibą w Aleksandrii. Funkcje katedry pełni sobór Opieki Matki Bożej w Aleksandrii. Jej ordynariuszem jest biskup (od 2019 arcybiskup) aleksandryjski Bogolep (Honczarenko).

Eparchia aleksandryjska na tle podziału administracyjnego UKP PM

Eparchia została erygowana decyzją Świętego Synodu Ukraińskiego Kościoła Prawosławnego poprzez wydzielenie z eparchii kirowohradzkiej, w 2007. Eparchii podlegają dwa klasztory:
- monaster Opieki Matki Bożej w Aleksandrii, męski
- monaster Objawienia Pańskiego w Dykowce, żeński[2].